# 窒化ゲルマニウム
窒化ゲルマニウム(IV)(ちっかゲルマニウム、英: Germanium(IV) nitride)とは化学式Ge3N4で表わされる無機化合物である。ゲルマニウムとアンモニアの反応で得られる。
3 Ge + 4 NH3 → Ge3N4 + 6 H2

## 構造
純粋な窒化ゲルマニウム(IV)は無色であり、複数の結晶多形が存在する。最も安定なのは六方晶系(空間群：P31c)のβ-窒化ゲルマニウム(IV)であり、ゲルマニウム原子は四面体上、窒素原子は平面三角形上に配位している。 高圧下ではスピネル型構造のγ-窒化ゲルマニウム(IV)となる。